# Who Are Those Guys?
| Recensione | Giudizio |
| ---------- | -------- |
| AllMusic   | [ 3 ]    |

Who Are Those Guys? è un album dei New Riders of the Purple Sage, pubblicato dalla MCA Records nel marzo del 1977.

Cambiamento d'organico nella band: Stephen Love prende il posto di Skip Battin al basso.

## Tracce

### LP
Lato A
1. I Can Heal You – 3:19 (Jake Holmes)
2. High Rollers – 2:46 (Boyd Berlin, Terry Melcher)
3. Peggy Sue – 2:36 (Buddy Holly, Jerry Allison, Norman Petty)
4. (Just) Another Night in Reno – 2:56 (Stephen A. Love)
5. It Never Hurts to Be Nice to Somebody – 3:04 (Michael McGinnis)

Lato B
1. Love Has Strange Ways – 2:46 (Stephen A. Love)
2. Hold On It's Coming – 4:16 (Joe McDonald)
3. By and by When I Need You – 2:07 (Stephen A. Love)
4. Home Grown – 2:36 (Spencer Dryden)
5. Red Hot Women and Ice Cold Beer – 2:42 (Cy Coben)

## Formazione
- John Dawson - chitarra ritmica, voce
- David Nelson - chitarra solista, voce
- Buddy Cage - chitarra pedal steel
- Stephen Love - basso, voce
- Spencer Dryden - batteria

Musicisti aggiunti
- John Hug - chitarra
- Bill Stewart - batteria[1][2][5]

Note aggiuntive
- Bob Johnston - produttore
- Registrazioni effettuate al Record Plant di Sausalito (California), ottobre/novembre 1976
- Tom Flye - ingegnere delle registrazioni
- Steve Fontano - assistente ingegnere delle registrazioni
- Jim Ed Norman - arrangiamenti
- Dale Franklin - road manager
- Bruce Hendricks e Bernie Granat - crew
- Maruska Greene - segretaria
- Ruby Tarver - fan mail
- Agenzia: Magna Artists Corp., Ron Rainey, Ed Rubin
- Phil Fewsmith - fotografie copertina album originale, design copertina album originale
- George Osaki - art direction copertina album originale[6]